# 斯科特·莫马代
纳瓦拉·斯科特·莫马代（英語：Navarre Scott Momaday，1934年2月27日—2024年1月24日）是美国原住民基奧瓦族后裔的作家。他的《日升之屋》在1969年曾获普利策奖。2007年，莫马代因他对美国原住民口头和艺术传统的保护和继承获国家艺术奖章。他拥有二十多个大学的学位和头衔，同时，也是美国文理科学院成员。
莫马代被认为开启了美国原住民文艺复兴运动。

## 代表作
- 日升之屋（House Made of Dawn），1968。
- 雨山之路（The Way to Rainy Mountain）[1]，1969。
- 跳葫芦舞的人（The Gourd Dancer），诗集，1976。
- 古老之子（The Ancient Child），1989。